# لتين برد (مقاطعة فومن)
لتين برد (بالفارسية: لتین پرد) هي قرية تقع في غيلان في إيران. يقدر عدد سكانها بـ 100 نسمة بحسب إحصاء 2016.